# 嘉義市立棒球場
23°28′52″N 120°27′57″E / 23.48111°N 120.46583°E
嘉義市立棒球場是位於臺灣嘉義市東區山仔頂的一座公有棒球場，嘉義市棒球場的前身為嘉義公園球場，戰後改稱嘉義中山公園棒球場，啓用於日治時期1918年，當時號稱為台灣最好的公園棒球場，也是中華職棒現今使用中歷史最悠久的比賽場地；近期改建工程則於1998年完成。嘉義市棒球場旁就有嘉義BRT嘉義公園站與嘉義市公車行經，且停車場可容納100輛遊覽車、588輛小客車及1050輛機車。2020年嘉義市政府向教育部體育署爭取前瞻經費8500萬元，加上市府自籌經費，共投入1億2150萬元，針對球場看台與座椅的更新、天然草皮鋪設、場地排水改善及計分板更新等，辦理嘉義市立棒球場軟硬體設備改善工程，工程於4月底開工，於同年12月完工。

## 使用
嘉義市立棒球場過去為中華職棒中信鯨隊的主場，台灣大聯盟的嘉南勇士隊亦偶爾利用此球場作為主場。
2001年世界盃棒球賽使用嘉義市棒球場為比賽場地之一，是此球場第一次舉辦國際賽事。
在2005年上半季加賽則是本球場擴建外野後第一次滿場。
2016年起，HBT高中棒球聯賽利用此球場作為永久的舉辦地點。
2018年世界大學棒球錦標賽在此球場舉辦，是此球場第二次舉辦國際賽事。
2021年至2022年，富邦悍將隊將此球場改修並作為春訓基地與二軍主場。2023年起春訓移至嘉義縣朴子市的稻江棒球場，但二軍例行賽仍在嘉義市立棒球場舉行。

## 滿場賽事
- 1998年9月18日，改建後首度職棒比賽，由兄弟象  V.S 和信鯨，內野滿場（當時無外野觀眾席）。
- 2005年7月21日，2005年上半季加賽，由興農牛 V.S 誠泰COBRAS進行中華職棒16年上半季加賽，當天進場觀眾人數11,000名（外野擴建後首次滿場）
- 2013年5月14日，由義大犀牛 V.S 統一7-ELEVEn獅進行中華職棒24年一軍例行賽第72場次，當天進場觀眾人數10,000名，為嘉義市棒球場第三次滿場。
- 2015年5月9日，由中信兄弟 V.S 統一7-ELEVEn獅進行中華職棒26年一軍例行賽第67場次，當天進場觀眾人數10,500名，為嘉義市棒球場第四次滿場

## 球場資訊
- 座落地址：嘉義市東區山仔頂249-1號
- 觀眾席數：10,000席
- 左外野：350英尺（110）
- 中外野：400英尺（120）
- 右外野：350英尺（110）

## 附近景點
- 嘉義公園
- 嘉義市史蹟資料館
- 射日塔
- 嘉義市二二八紀念公園
- 國立嘉義高級中學
- 國立嘉義高級商業職業學校
- 國立華南高級商業職業學校
- 嘉義縣公共汽車管理處

## 交通資訊

### 嘉義BRT
- 嘉義公園站

### 嘉義市公車
- 搭乘66路往蘭潭風景區方向之公車於嘉義公園站下車，再往停車場方向步行約3分鐘。

### 台鐵
- 公車：於台鐵嘉義車站下車之後，可選擇至後站搭乘嘉義公車捷運、嘉義市公車66路或於前站搭乘往大雅站之公車前往。
- 步行：於台鐵嘉義車站前站下車後，經中山路步行約30分鐘抵達。

### 高鐵
- 於高鐵嘉義站下車之後，搭乘嘉義BRT市區銜接線即可直達嘉義公園站。

## 外部連結
- 嘉義市立體育場-嘉義市立棒球場及停車場 （页面存档备份，存于）
- 嘉義市立棒球場在台灣棒球維基館上的頁面（繁體中文）
- 中華職棒大聯盟全球資訊網-嘉義市立體育棒球場（页面存档备份，存于）
- Google Map上的嘉義市棒球場